# Kickback (film)
Pour plus de détails, voir Fiche technique et Distribution.
Kickback est une comédie française réalisée par Franck Phelizon, sortie le 5 juin 2015. 
Il s'agit du premier film français à sortir en e-Cinema, c'est-à-dire qu'il n'est pas sorti au cinéma mais fut publié directement sur les plateformes VOD.

## Synopsis
50 millions ont été dérobés. Jackie, psychiatre impulsive, va vous faire vivre une thérapie de choc pour les retrouver. Face à elle, des personnages aussi improbables que délirants vont l’entraîner au cœur de la suspicion et de la paranoïa sur fond de sexe, mensonge et corruption, sans compter les déceptions amoureuses de son ami Josépha, un travesti en quête de prince charmant et de maternité.

## Fiche technique
- Titre : Kickback
- Réalisation : Franck Phelizon
- Scénario : Franck Phelizon
- Photographie : Yann Gadaud
- Montage : Hervé de Luze, Théo Carrere
- Musique : Fabien Levy-Strauss
- Producteur : Chris Burton et Virginie Chaumont
- Production : UPL Films, Studio M et Films Media LTD London
- Distribution : UPL Films Distribution
- Pays d’origine :  France
- Genre : long métrage de comédie
- Dates de sortie :
  - France : 5 juin 2015 (sur Internet VOD / e-cinema)

## Distribution
- Lee Delong : Jackie Camtreud
- Vincent Mc Doom : Josepha
- Daniel Duval : Juge Martin
- Delphine Chanéac : Rosemary Kaplan
- Wahid Bouzidi : Père Moïse
- Jean-Charles Dumay : Alfred Peliete
- Joe Sheridan : César Maury
- Peter King : Commissaire Jackson
- Patrick Poivre d'Arvor : lui-même
- Franck Phelizon : Lieutenant Franklin Delano
- Grégory Barboza : Micky Delano
- Tony Mark : Harry Bigotte